# Un écureuil chez moi
Pour les articles homonymes, voir Écureuil (homonymie).
Un écureuil chez moi (Squirrel Boy) est une série d'animation américaine en 26 épisodes de 22 minutes produite par Cartoon Network Studios et diffusée entre le 29 mai 2006 et le 27 septembre 2007 sur Cartoon Network, suivi de six courts métrages diffusés du 11 janvier au 10 avril 2008.
En France, elle est diffusée sur Cartoon Network France et au Québec à partir du 8 septembre 2007 sur Télétoon.

## Synopsis
Cette série met en scène les mésaventures d’Andy Johnson, un jeune garçon de neuf ans, qui vit avec un écureuil comme animal de compagnie et meilleur ami du nom de Rodney. Il connait tout et appelle souvent le père d’Andy, « Monsieur J. ou M. J. » ou M. Johnson. Ils vivent parfois des aventures et des problèmes,.

## Production
Le doublage original met en scène les voix de Tom Kenny, Kurtwood Smith, et Billy West.

## Voix
- Aurélien Ringelheim : Rodney

Studio : Dubbing Brothers Belgique ; direction : Olivier Cuvellier

## Épisodes

### Première saison (2006)
1. A Line in the Sandwich / Tree for Two
2. The Big Haggle Hassle / Rolling Blunder
3. Scout's Dishonor / Andy Had a Little Squirrel
4. Born to be Mild / Yer Out!
5. Best of Best Friends / The Hairy Truth
6. Up All Night / Pool for Love
7. Islands in the Street / Speechless
8. What's Sung is Sung / Wall of the Wild
9. The Greatest Schmo on Earth / Outta Sight
10. Harried Treasure / The Rod Squad
11. The Trojan Rabbit / The Endangered Species Twist
12. Birthday Boy / Freaky Fur Day
13. Hole in the Story / Screw-Up in Aisle Six

### Deuxième saison (2007)
1. Flatbottom's Up / Family Crude
2. Eddie or Not… / Trouble Date
3. Winner Fake All / Rodney Darling
4. Frag the Dog / The Grim Cheaper
5. Treehouse Broken / My Brand New Salty Mike
6. Stranger Than Friction / Don't Cross Here
7. More Flowers to You / News It or Lose It
8. Get a Lifeboat / Bully for You
9. Ice Cream Anti-Social / Dog & Phony Show
10. He Got Blame / I Only Have Eye for You
11. Diss and Make Up / Be Careful What You Fish for
12. Don't Pet on It / Bunny and the Break
13. Gumfight at the S'Okay Corral / I, Stan, Corrected

### Shorts (2008)
1. Breaking the Bank
2. In Arm's Way
3. See Food Breakfast
4. Take Me to You Feeder
5. Hanging Tough
6. Bedside Matters